# Josef Bouška
Jozef Bouška (nacido el 25 de agosto de 1945) es un exfutbolista checo. Compitió en el torneo masculino en los Juegos Olímpicos de Verano de 1968.

## Trayectoria
Fue jugador de Sparta Praga, Zbrojovka Brno y Slávia Praga. Jugó para Checoslovaquia durante los Juegos Olímpicos de México en 1968. Jugó 111 partidos en la liga checoslovaca y anotó 19 goles. Participó en 5 partidos en copas de Europa, una vez en la Recopa de Europa (1974/75 con el Slavia Praga) y cuatro veces en la Copa de Ferias (1966/67: 2-0 con el Spartak ZJŠ Brno, 1969/70: 2-0 para Sparta Praga).
En 1980, trabajó en Slavia Praga como asistente de Bohumil Musil, y un año después como entrenador en jefe. También se formó en Zbrojovce Brno (en la primavera de 1983 como entrenador asistente en la 1.ª liga, en el otoño del mismo año como entrenador en la 2.ª liga). A mediados de los años ochenta, se desempeñó como entrenador en Costa Rica durante seis años.
En Costa Rica con la Liga Deportiva Alajuelense obtuvo el cetro de la Copa de Campeones de la Concacaf 1986 y con el Deportivo Saprissa logró los campeonatos nacionales en las temporadas 1988 y 1989. En 1992 dirigió al Club Sport Herediano y en 1997 a Limonense.

## Palmarés

### Como jugador

#### Títulos nacionales
| Título                 | Equipo       | País           | Año       |
| ---------------------- | ------------ | -------------- | --------- |
| Copa de Checoslovaquia | Sparta Praga | Checoslovaquia | 1963-1964 |

### Como entrenador

#### Títulos nacionales
| Título                         | Equipo             | País       | Año  |
| ------------------------------ | ------------------ | ---------- | ---- |
| Primera División de Costa Rica | Deportivo Saprissa | Costa Rica | 1988 |
| Primera División de Costa Rica | Deportivo Saprissa | Costa Rica | 1989 |

#### Títulos internacionales
| Título                           | Equipo                     | Sede       | Año  |
| -------------------------------- | -------------------------- | ---------- | ---- |
| Copa de Campeones de la Concacaf | Liga Deportiva Alajuelense | Costa Rica | 1986 |